# 第5施設隊
第5施設隊（だいごしせつたい、JGSDF 5th Engineer Unit）は、陸上自衛隊帯広駐屯地（北海道帯広市）に駐屯する第5旅団隷下の施設科部隊である。隷下の第2施設中隊を鹿追駐屯地に配置している。

## 概要
隊長は2等陸佐が充てられ、隊本部、2個の施設中隊からなり第5旅団隷下部隊に対する施設作業を担任する。第5施設隊長は第5旅団司令部の施設課長を兼任する。
1954年（昭和29年）9月に第5施設大隊が帯広駐屯地で編成完結。2011年（平成23年）4月に第5旅団の総合近代化旅団への改編により、第5戦車大隊本部管理中隊から施設小隊の移管を受け第5施設中隊から第5施設隊へ改編された。2023年（令和5年）3月の改編で2個施設中隊に増強され、1個中隊を鹿追駐屯地に配置した。

## 沿革
第5施設大隊
- 1954年（昭和29年）9月25日：第5施設大隊が帯広駐屯地で編成完結。

第5施設中隊
- 2004年（平成16年）3月29日：第5師団の旅団化改編。

1. 第5施設中隊へ縮小改編。
2. 第5戦車隊へ施設小隊要員を差出。
3. 後方支援体制変換に伴い、整備部門を第5後方支援隊第1整備中隊施設整備小隊へ移管。

第5施設隊
- 2011年（平成23年）4月22日：第5施設隊へ改編[1]。
- 2023年（令和05年）3月16日：部隊改編。帯広駐屯地に第1施設中隊、鹿追駐屯地に第2施設中隊を配置。

## 部隊編成
特記ないものは帯広駐屯地に所在する。
- 第5施設隊本部「5施-本」
  - 本部班
  - 補給班
- 第1施設中隊「5施-1」
- 第2施設中隊「5施-2」（鹿追駐屯地）

### 過去の編成
2011年（平成23年）4月22日改編時
- 第5施設隊本部
  - 本部班
  - 補給班
- 第1施設小隊
  - 小隊本部
  - 第1分隊
  - 第2分隊
  - 器材班
- 第2施設小隊
  - 小隊本部
  - 第1分隊
  - 第2分隊
  - 器材班
- 交通小隊
- 渡河器材小隊
  - 小隊本部
  - 架橋班：07式機動支援橋

## 整備支援部隊
- 第5後方支援隊第1整備中隊施設整備小隊「5後支-1整」（帯広駐屯地）：2004年（平成16年）3月29日から

## 主要幹部
| 官職名      | 階級    | 氏名     | 補職発令日 | 前職 |
| ----------- | ------- | -------- | ---------- | ---- |
| 第5施設隊長 | 2等陸佐 | 渡邉俊明 |            |      |

| 代 | 氏名 | 在職期間 | 前職 | 後職 |
| -- | ---- | -------- | ---- | ---- |
|    |      |          |      |      |

| 代 | 氏名     | 在職期間 | 前職 | 後職 |
| -- | -------- | -------- | ---- | ---- |
|    | 渡邉俊明 |          |      |      |

## 主要装備
- 07式機動支援橋
- 道路障害作業車
- 油圧ショベル
- グレーダー
- ドーザ
- 掩体掘削機
- 1/2tトラック / 73式小型トラック
- 1 1/2tトラック / 73式中型トラック
- 3 1/2tトラック / 73式大型トラック
- 89式5.56mm小銃
- 12.7mm重機関銃M2